# Eddie Sutton
Edward Eugene „Eddie“ Sutton (* 12. März 1936 in Bucklin, Kansas; † 23. Mai 2020 in Tulsa, Oklahoma) war ein US-amerikanischer Basketballcoach. Er wurde 2020 in die Naismith Memorial Basketball Hall of Fame aufgenommen.

## Karriere
Sutton spielte drei Jahre unter der Leitung von Hank Iba für die Aggies, die mit der Umbenennung des Oklahoma A&M College in Oklahoma State University in seinem Senior-Jahr den Namen Cowboys erhielten. Im Folgejahr war er Ibas Assistenzcoach und übernahm danach die Tulsa Central High School Braves der Oklahoma Secondary School Activities Association (OSSAA) als Head Coach und coachte zwischen 1966 und 1969 das Junior-College-Team der College of Southern Idaho Golden Eagles in Idaho Falls.
In den folgenden 36 Jahren als Coach eines Division-I-Programmes der National Collegiate Athletic Association (NCAA) hatte er mit den Creighton Bluejays, den Arkansas Razorbacks, den Kentucky Wildcats und seiner Alma Mater, den Oklahoma State Cowboys, ausschließlich Spielzeiten mit positiver Siegesbilanz. 
Erst mit den San Francisco Dons, die er nach seiner Pensionierung als Interimscoach betreute, erzielte er eine Niederlagenbilanz. Mit den sechs Saisonsiegen der Dons durchbrach er aber gleichsam die Schallgrenze von 800 Karrieresiegen, einer Leistung, die lediglich sieben weiteren Division-I-Coaches gelang (Stand: 2020). Das Programm der University of San Francisco war das erste, das Sutton nicht in das Turnier der NCAA Division I Basketball Championship führen konnte. Kein anderer Coach hatte vor ihm je vier verschiedene Hochschulen ins NCAA-Turnier bringen können.